# Astraptes escalantei
Astraptes escalantei is een vlinder uit de familie van de dikkopjes (Hesperiidae). De wetenschappelijke naam van de soort is voor het eerst geldig gepubliceerd in 1967 door Freeman. Deze naam wordt ook wel als een synoniem voor Astraptes creteus (Cramer, 1780) beschouwd.